# Карраскоса Косо, Андрес
Андрес Карраскоса Косо (исп. Andrés Carrascosa Coso; род. 16 декабря 1955, Куэнка, Испания) — испанский прелат и ватиканский дипломат. Титулярный архиепископ Эло с 31 июля 2004. Апостольский нунций в Республике Конго с 31 июля 2004 по 12 января 2009. Апостольский нунций в Габоне с 26 августа 2004 по 12 января 2009. Апостольский нунций в Панаме с 12 января 2009 по 22 июня 2017. Апостольский нунций в Эквадоре с 22 июня 2017.